# The Time 〜12 Colors〜
『The Time 〜12 Colors〜｣（ザ・タイム 12カラーズ）は、2016年1月1日に発売されたI'veのコンピレーションアルバム。

## 概要
2015年3月15日に開催されたI've15周年ライブ『I'VE RADICAL ENSEMBLE OF 15th ANNIVERSARY』に出演した歴代の歌姫12名による全曲書き下ろしの新曲を収録した記念盤アルバム。『I've GIRLS COMPILATION』シリーズとしては通算10作目であるが、ナンバリングには含まれない。
『I've GIRLS COMPILATION』シリーズで、全曲書き下ろしの新曲を収録したアルバムは当作品が初となる。

## 収録曲
1. transition／川田まみ
  - 作詞：川田まみ／作曲・編曲：NAMI
2. successor／RINA
  - 作詞：川田まみ／作曲・編曲：高瀬一矢
3. 勝利のHANA／marriage blue
  - 作詞：LOVERSSOUL／作曲：尾崎武士／編曲：尾崎武士、中沢伴行
4. Time Traveler／北村みのり
  - 作詞：桐島愛里／作曲・編曲：井内舞子
5. show cage／柚子乃
  - 作詞：柚子乃／作曲：尾崎武士／編曲：尾崎武士、中沢伴行
6. Anthems／島みやえい子
  - 作詞：島みやえい子／作曲・編曲：C.G mix
7. Stardust Train／KOTOKO
  - 作詞：KOTOKO／作曲・編曲：高瀬一矢
8. Hydrangea／Larval Stage Planning
  - 作詞：桐島愛里／作曲・編曲：NAMI
9. grizzle／IKU
  - 作詞：IKU／作曲：中沢伴行／編曲：中沢伴行、尾崎武士
10. 永遠の言葉／詩月カオリ
  - 作詞：詩月カオリ／作曲・編曲：井内舞子
11. Dark of the moon／SHIHO
  - 作詞：SHIHO／作曲・編曲：C.G mix
12. CHARM／MOMO
  - 作詞：モモイヒトミ／作曲・編曲：中沢伴行